# Šórinrjú
Šórin-rjú (japonsky 少林流) je původní bojové umění z Okinawy, styl karate, jehož technickou podstatu stanovují kata a jejich aplikované provedení. Základní kata tohoto stylu je naihanči. Šórin-rjú se charakterizuje přirozenými pohyby a dýcháním. Postoje jsou nízké i vysoké, což umožňuje jejich rychlé změny a nezasažitelné přemisťování v libovolném směru. Bloky jsou tvrdé a krátké. Označení blokovat neznamená se pouze bránit před útoky ale současně útoky zmírnit (ztlumit). K tomu slouží zvláštní techniky posilující ruce a nohy. Zároveň při blokování, úderech či kopech hraje velkou roli práce těla a boků a jejich šikmé postavení. Vykročení proti útočníkovi se provádí převážně šikmo dopředu. Provedení skutečného protiútoku současně s obranou je rozhodujícím elementem šórin-rjú. 